# ブラジリィー・アン・山田
ブラジリィー・アン・山田（ブラジリィー・アン・やまだ、1974年3月22日 - ）は、日本の脚本家・演出家。劇団ブラジル主宰。日本脚本家連盟所属。本名の「杉井邦彦」とダブルネームで活動している。

## 経歴
高校時代にオールナイトニッポンのパーソナリティだった鴻上尚史に興味を持ち、早稲田大学演劇研究会に参加。劇団双数姉妹や東京オレンジに、俳優として在籍。1998年に、自ら主宰する演劇ユニット『ブラジル』を旗揚げ。脚本家・演出家「ブラジリィー・アン・山田」として本格的にブラジルの活動を開始。2007年に映像脚本デビュー。2021年には、本名名義で作詞家デビュー。
趣味は、カレーと猫とプロレスとキャンプ。

## 主な作品

### 映画
- 2010年
  - 『RAILWAYS 49歳で電車の運転士になった男の物語』共同脚本（監督：錦織良成 主演：中井貴一）
- 2011年
  - 『RAILWAYS 愛を伝えられない大人たちへ』共同脚本（主演：三浦友和）
- 2012年
  - 『トリハダ-劇場版-』脚本〈オムニバスのうち1本〉（主演：谷村美月）
- 2014年
  - 『トリハダ-劇場版2-』脚本〈オムニバスのうち1本〉
- 2017年
  - 『こどもつかい』共同脚本（監督：清水崇 主演：滝沢秀明）
- 2020年
  - 『事故物件 恐い間取り』脚本（監督：中田秀夫 主演：亀梨和也）
- 2022年
  - 『“それ”がいる森』共同脚本（監督：中田秀夫　主演：相葉雅紀）
- 2025年
  - 『しまじろうとゆうきのうた』共同脚本

### 映像
- 2007年
  - 世にも奇妙な物語 秋の特別編（CX） 『未来同窓会』脚本 （主演：石原さとみ）
- 2008年
  - 東京少女セピア（BS-i） 『新聞少女』脚本 （主演：岡本杏理）
  - 世にも奇妙な物語 春の特別編（CX） 『さっきよりもいい人』共同脚本 （主演：伊藤英明）
- 2009年
  - トリハダ6（CX）脚本
- 2010年
  - 相棒 Season 8（EX）第13話脚本 （主演：水谷豊）
- 2011年
  - 相棒 Season 9（EX）第11話脚本 （主演：水谷豊）
- 2012年
  - D☆DATEショートムービー『JOKER』（監督:窪田崇）
  - 世にも奇妙な物語（CX） 『ワタ毛男』脚本 （主演：濱田岳）
  - たぶらかし（AX） 第7話『浮気男の別れさせ方』 、第12話『美容整形の悪魔』脚本 （主演：谷村美月）
  - 月曜ゴールデン『漬けモノ学者・竹之内春彦 京都殺人100選』（TBS）脚本（主演：中村雅俊）
- 2013年
  - 世にも奇妙な物語 2013年 春の特別編（CX） 『石油が出た』脚本 （主演：丸山隆平）
  - WONDA×AKB48 ショートストーリー「フォーチュンクッキー」（CX）『バースデイプレゼント』『おかずスティール』『SNS』 脚本 （主演：AKB48）
  - 水木しげるのゲゲゲの怪談（CX）『砂かけばばあ』脚本（主演：LiLiCo）
  - ぶっせん 第7話脚本（主演：吉沢亮）
  - 女子高警察（CX）脚本（主演：てんとうむChu!、リリー・フランキー）
- 2014年
  - 『D-BOYS 10th Anniversary Project ショートフィルムフェスティバル』「Breed in 10 hours」脚本（監督：城田優）
  - 『ホワイト・ラボ〜警視庁特別科学捜査班〜』第7話共同脚本（主演：北村一輝）
  - 土曜ワイド劇場ヤメ検の女5（EX）脚本（主演：賀来千香子）
  - 東京センチメンタル（TX）共同脚本（主演：吉田鋼太郎）
- 2015年
  - 水曜ミステリー『事故調』（TX）脚本（主演：小澤征悦）
  - 土曜ワイド劇場『新ヤメ検の女』（EX）脚本（主演：賀来千香子）
- 2016年
  - ドラマ24『東京センチメンタル』（TX）7,8,11話脚本（主演：吉田鋼太郎）
  - 土曜ワイド劇場『新ヤメ検の女2』（EX）脚本（主演：賀来千香子）
- 2017年
  - この世にたやすい仕事はない（NHK BSプレミアム）共同脚本（主演：真野恵里菜）
  - ドラマ・ミステリーズ〜カリスマ書店員が選んだ珠玉の一冊〜（CX）『恋煩い』脚本（主演：土屋太鳳）
  - 『サヨナラ、えなりくん』（EX）7、8話脚本（主演：渡辺麻友）
  - スマボMovie『secret〜記憶の森〜』脚本
- 2018年
  - 『恋する肉食べ女子』（ABC放送）脚本（主演：逢沢りな）
  - 世にも奇妙な物語 春の特別編（CX） 『不倫警察』脚本 （主演：唐沢寿明）
  - オキナワノコワイハナシ（琉球放送） 『FOUR』脚本 （監督：たかひろや）
  - 『サイレント・ヴォイス 行動心理捜査官・楯岡絵麻』（BSテレ東） 脚本 （主演：栗山千明）
  - スマボMovie『regret〜放課後の罠』脚本
- 2019年
  - 世にも奇妙な物語2019雨の特別編『永遠のヒーロー』脚本（主演：郷ひろみ）
  - スマボMovie『サギトリ〜警視庁 特殊詐欺取扱係・船木瑛一〜』脚本（主演：糸川耀士郎）
- 2020年
  - 『サイレント・ヴォイス 行動心理捜査官・楯岡絵麻season2』（BSテレ東） 脚本 （主演：栗山千明）
  - 『妖怪シェアハウス』（テレビ朝日） 第4話 脚本 （主演：小芝風花）
  - 『妖怪シェアハウス』スピンオフ・『妖・怪談』（テレサ配信）脚本
  - 『世にも奇妙な物語'20夏の特別編』（CX）ストーリーテラーパート脚本
  - 『世にも奇妙な物語'20秋の特別編』（CX）ストーリーテラーパート脚本
- 2021年
  - 『漂着者』脚本３、４話（主演：斎藤工）
- 2022年
  - 『妖怪シェアハウス』スピンオフ番外編『ほんとに映画化するん怪』脚本3、4、5、8話
- 2023年
  - 『週末旅の極意』3話

### アニメ
- 2014年
  - 闇芝居2期脚本参加（『ロッカー』『ガチャ』『告別』）
- 2016年
  - 『紙兎ロペ』脚本チーム参加
- 2019年
  - えのしまんずスピンオフアニメ『クラゲの相談』脚本
- 2021年
  - 『しまじろう（配信3Dアニメ）』脚本参加
- 2022年
  - 『ぷにるんず』脚本参加
- 2023年
  - 『冒険大陸アニアキングダム』脚本参加
- 2024年
  - 『ゆるキャン△』season3脚本参加
  - 『ゴー!ゴー!びーくるずー』脚本参加
  - 『ぷにるんず ぷに2』脚本参加
- 2025年
  - 『ゴー!ゴー!びーくるずー〜のりものスター編〜』脚本参加
  - 『ぷにるんず ぷに3』脚本参加

### 舞台
- 2003年
  - ブラジル『ロマンティック海岸／科学ノトリコ』脚本・演出（王子小劇場佐藤佐吉賞最優秀演出賞受賞）
  - ブラジル『性病はなによりの証拠』
- 2004年
  - ブラジル『美しい人妻』脚本・演出（王子小劇場佐藤佐吉賞最優秀演出賞受賞）
- 2005年
  - デジタルハリウッド大学院『面接の人達』演出 （脚本：岡本貴也ほか）
- 2006年
  - ブラジル『恋人たち』脚本／演出（主演：桑原裕子）
- 2007年
  - ブラジル『天国』脚本・演出
  - カニクラ『疚しい理由』脚本・演出 （協力：スターダスト）
  - お台場SHOW-GEKI城参加作品・ブラジル『センチメンタル☆草津』脚本・演出
- 2008年
  - WHATCOLOR『おとことおんな、時々、動物』総合演出・脚本
  - 神保町花月『声〜黒松病院〜』演出 （脚本：久馬歩 主演：POISON GIRL BAND）
  - 劇弾BKYU『THE JUDGE〜エゴな人々〜』脚本
  - ブラジル『さよならまた逢う日まで』脚本・演出
  - 神保町花月『ツチノコ村〜深き欲望の果て〜』脚本・演出 （主演：佐久間一行）
  - 神保町花月『オーディション』脚本
  - ブラジル『軋み』脚本・演出
- 2009年
  - ブラジル『ダイアナ』『傷心旅行／いつまでもここにいる』脚本・演出
  - 神保町花月『友よ 静かに眠れ』脚本 （主演：レイザーラモン）
  - ジェットラグ・プロデュース『今勧進帳』共同脚本・演出
  - 林邦史朗50周年記念公演『名残〜NAGORI〜』脚本・演出
  - 神保町花月『傷心旅行〜センチメンタルジャーニー〜』脚本
  - ブラジル『FUTURE』脚本・演出
- 2010年
  - ナルペクト『さよならまた逢う日まで』脚本（演出：成島秀和）
  - 神保町花月『水面花』演出（主演：パンサー ）
  - ブラジル『運命／未完成』『真夜中の訪問者ほか』脚本・演出
- 2011年
  - Infinite『軋み』脚本（出演:芳本美代子・金山一彦）
  - ブラジル『怪物』脚本・演出（出演：�桑原裕子・辰巳智秋ほか）
  - なんばグランド花月『SHOW芸』演出（脚本：久馬歩）
  - ピウス『さよならまた逢う日まで』脚本
  - ブラジル『さよならまた逢う日まで（再演）』脚本／演出（主演：中川智明）
  - ジェットラグ・プロデュース『11のささやかな嘘』脚本
- 2012年
  - ブラジル『イエスタデイ』脚本・演出
  - 吉川威史Presents『素晴らしい一日』脚本（原作：平安寿子）
  - ジェットラグ・プロデュース『リ・メンバー』脚本
  - ブラジル『行方不明』脚本・演出
- 2013年
  - INGELプロデュース『鮫に喰われた娘』脚本・演出（主演：櫻井智也）
  - ブラジル『性病はなによりの証拠』脚本・演出
  - 東京イボンヌ『酔いどれシューベルト』演出（脚本：福島真也）
- 2015年
  - スターク・コーポレーションプロデュース『軋み』脚本・演出（主演：建みさと）
  - kanmuriプロデュース『トリコ／ロール』脚本・演出
- 2016年
  - 劇団チリ『他人の空似』脚本・演出
  - 東京イボンヌ『酔いどれシューベルト（再演）』演出（主演：いしだ壱成）
- 2017年
  - 福澤重文×宮下貴浩×劇作家『ありふれた関係』脚本・演出
  - Beginning (プロレス)主催『カウント2.9』脚本（主演：万喜なつみ）
- 2018年
  - Beginning (プロレス)主催『カウント2.9』（再演）脚本
- 2019年
  - Weeds Labo #1『A.A」脚本（出演：金山一彦・河相我聞・林和義ほか）
  - calmoプロデュース『boat』脚本・演出[4]
  - 吉川威史Presents『君にささげる歌2019』脚本[5]（原作：市川森一）
  - 朗読劇『ホワイト・ストーリーズ』脚本監修（主演：石渡真修）
- 2020年
  - 『INSPIRE陰陽師』脚本（主演：大沢たかお）
- 2021年
  - 24/7lavo『超ではない能力』脚本
  - feblaboプロデュース『疚しい理由2021』脚本
- 2022年
  - 『カウント2.9』（再々演）脚本
  - 劇作家企画『ダイアナ』（再演）脚本・演出
- 2023年
  - フォーチュンシアター『ダイアナ』（再演）脚本・演出
  - アクトレスガールズ『カウント2.9Ⅱ』脚本
- 2024年
  - J'S STUDIO『ダイアナ2024』（再演）脚本
  - 劇団チリ『昼だけど前夜祭』『ハッピーターン』脚本・演出
  - 劇団チリ即興ショーVOL.2『台本のない初日』構成・演出
- 2025年
  - 劇団チリ即興Labo『なにもない空間』構成・演出
  - G3プロデュースユニット『おじさんの恋』脚本・演出
  - 劇団チリ『ハッピーバースデー』脚本・演出
  - 劇団チリ『即興の穴』『即興ショー』構成・演出

### ラジオドラマ
- 2009年
  - FMシアター(NHK-FM) 『これが私の歌う道』脚本 （主演：森口博子）
- 2010年
  - FMシアター(NHK-FM) 『KILLERと呼ばれた男』脚本 （主演：宇梶剛士）

### その他
- 2019年
  - 白い恋人パーク『チョコトピアハウス』ストーリー監修
- 2021年
  - NHK「東京2020パラリンピック競技紹介」番組構成
  - 氷川きよし『Happy!』作詞（本名名義）[2]

### 書籍
- 2012年
  - 平山夢明監修『怪談実話 FKB 饗宴3』収録『所沢ナンバーの車』（短編）
- 2014年
  - ビッグガンガン収録『闇芝居（キ）』『選人』原案

### コラム
- 2007〜2011年  カンフェティ『ちょっと大人の観劇マナー講座』
- 2008年  「シアターガイド」『シモキタ式現代戯曲講座』